# Ludwig Gebhard (Musiker)
Ludwig Gebhard (* 7. März 1907 in Dinkelsbühl; † 9. August 1993 in Nürnberg) war ein deutscher Kirchenmusiker, Komponist und Musikpädagoge, der im fränkischen Raum tätig war.
Gebhard studierte von 1933 bis 1935 Komposition an der Musikhochschule München bei Joseph Haas. Von 1935 bis 1939 folgte eine Tätigkeit als Volksschullehrer. Nach dem Zweiten Weltkrieg lehrte er als Studienrat an der Frauenfachschule in Nürnberg. Bis zur Pensionierung leitete er die Städtische Singschule in Nürnberg, welche er zu einer Musikschule ausbaute. Nach seiner Pensionierung war er bis 1980 Vorsitzender des Verbandes der Bayerischen Sing- und Musikschulen.
Seine Brüder Max und Hans Gebhard waren ebenfalls als Musiker tätig.

## Auszeichnungen
- Ritterkreuz des Bundesverdienstkreuzes 1979
- Carl-Orff-Medaille